# Pentapedilum hamoni
Pentapedilum hamoni är en tvåvingeart som först beskrevs av Freeman 1958.  Pentapedilum hamoni ingår i släktet Pentapedilum och familjen fjädermyggor.
Artens utbredningsområde är Kongo. Inga underarter finns listade i Catalogue of Life.